# 564 v.Chr.
Het jaar 564 v.Chr. is een jaartal volgens de christelijke jaartelling.

## Gebeurtenissen

### China
- De elf grote staten van China sluiten een niet-aanvalsverdrag. Het machtsevenwicht zal bijna 60 jaar standhouden en de grotere staten in staat stellen veel van de 150 hertogdommen op te slokken.